# Яцуценко, Виктор Николаевич
Яцуце́нко Ви́ктор Никола́евич (род. 27 июня 1959 года, с. Старая Девица, Хорольский район, Приморский край, РСФСР) — российский военачальник. Заместитель Министра Российской Федерации по делам гражданской обороны, чрезвычайным ситуациям и ликвидации последствий стихийных бедствий с 2018 года. Генерал-полковник (2018), Заслуженный спасатель Российской Федерации.

## Детство и юность
Окончил среднюю школу в 1974 году. В 1976 году окончил Уссурийское суворовское военное училище.

## Служба в Вооружённых Силах
В Вооружённых Силах СССР с 1976 года. Окончил Дальневосточное высшее общевойсковое командное училище имени К. К. Рокоссовского (Благовещенск). С июля 1980 года проходил службу в 27-й гвардейской мотострелковой дивизии 1-й гвардейской танковой армии Группы советских войск в Германии (г. Галле): командир мотострелкового взвода 243-го гвардейского мотострелкового полка, с ноября 1983 — командир комендантской роты штаба дивизии. С мая 1985 года служил в 19-м укреплённом районе 36-й общевойсковой армии Забайкальского военного округа (пос. Борзя, Читинская область): командир пулемётной роты отдельного пулемётно-артиллерийского батальона, с июля 1987 – начальник штаба – заместитель командира отдельного пулемётно–артиллерийского батальона, с сентября 1988 по август 1990 года –  командир отдельного батальона танковых огневых точек. В 1993 году окончил Военную академию имени М.В. Фрунзе (командный факультет).

## Служба в МЧС
С сентября 1993 года проходил дальнейшую службу в войсках и органах МЧС России. Сначала был начальником штаба – заместителем командира, а с мая 1994 - командиром кадра 896 отдельного механизированного полка Дальневосточного регионального центра МЧС (г. Партизанск, Приморский край). С июня 1998 года – заместитель начальника Дальневосточного регионального центра по делам гражданской обороны, чрезвычайным ситуациям и ликвидации последствий стихийных бедствий, г. Хабаровск. С сентября 2003 года – начальник 328 запасного пункта управления МЧС России в посёлке Устье Рузского района Московской области.
С января 2007 – начальник Национального центра управления в кризисных ситуациях МЧС России. С августа 2008 – заместитель директора Департамента оперативного управления МЧС России. С декабря 2011 – начальник 179-го спасательного центра МЧС России (г. Ногинск). С октября 2013 — начальник Национального центра управления в кризисных ситуациях Министерства Российской Федерации по делам гражданской обороны, чрезвычайным ситуациям и ликвидации последствий стихийных бедствий. Генерал-лейтенант (21.02.2015).
В  2015 году окончил Российскую академию народного хозяйства и государственной службы при Президенте Российской Федерации с отличием.
С августа 2018 года исполняет обязанности по должности заместителя министра МЧС России. Официально назначен на должность заместителя министра МЧС России указом Президента России от 1 мая 2019 года.
Воинское звание «генерал-полковник» присвоено указом Президента России от 12 декабря 2018 года.

## Награды
- почётное звание «Заслуженный спасатель Российской Федерации»
- орден «За военные заслуги» (2011)
- орден Почёта (2019[6])
- медаль ордена «За заслуги перед Отечеством» II степени (2001[7])
- медаль «За спасение погибавших» (1999)
- медаль «70 лет Вооружённых Сил СССР» (1988)
- медаль «За безупречную службу» III степени (1988)
- крест «За доблесть» МЧС России (2011)
- медаль МЧС России «За безупречную службу» (2005)
- Медаль «За пропаганду спасательного дела» (2011)
- медаль МЧС России «XV лет МЧС России» (2005)
- медаль МЧС России «XX лет МЧС России» (2010)
- медаль МЧС России «XXV лет МЧС России» (2016)
- медаль МЧС России «За отличие в военной службе» I степени (1997)
- медаль МЧС России «За усердие» (2011)
- медаль «75 лет Гражданской обороне» МЧС России (2007)
- Нагрудный знак «Почетный знак МЧС России» (2001)
- нагрудный знак МЧС России «Участнику ликвидации последствий ЧС» (2001)
- нагрудный знак «За заслуги» МЧС России (2000)
- знак отличия «Росатом» (2013)
- орден Дружбы (2013, Южная Осетия)[8]